# Anju Jason
Anju Jason (Majuro, 21 de setembro de 1987) é um lutador de taekwondo das Ilhas Marshall. Ele conquistou a vaga para os Jogos Olímpicos de Verão de 2008 ao vencer o torneio classificatório da Oceania, realizado em dezembro de 2007 em Noumea, Nova Caledônia, na categoria até 80kg.
Anju entrou para a história das Ilhas Marshall por ser o primeiro atleta do país a se classificar para os Jogos Olímpicos, já que as Ilhas Marshall foram aceitas pelo Comitê Olímpico Internacional apenas em 2006. As Ilhas Marshall levaram outros quatro atletas para os Jogos.
Jason foi eliminado na primeira fase do torneio de taekwondo na categoria até 80kg pelo britânico Aaron Cook pelo placar de 7 a 0.